# Amar es un juego
Amar es un juego es el título del tercer álbum de estudio grabado por la cantante puertorriqueña-mexicana Millie, Fue lanzado al mercado por la empresa discográfica EMI Latin el 9 de febrero de 1999 y fue el último para esta disquera. El álbum fue producido por Rudy Pérez y coproducido por Nelson González y cuenta con 10 canciones, entre ellas Una voz en el alma y De hoy en adelante.

## Lista de canciones
| Amar es un juego |                               |                                              |          |  |
| N.º              | Título                        | Escritor(es)                                 | Duración |  |
| 1.               | «Una carta cualquiera»        | Gustavo Márquez                              | 4:33     |  |
| 2.               | «Llorando por ti»             | Javier Ríos                                  | 4:40     |  |
| 3.               | «Cómo vivir sin verte»        | Diane Warren · Adapt: al español: Rudy Pérez | 4:37     |  |
| 4.               | «Presentimiento»              | Rudy Pérez                                   | 3:58     |  |
| 5.               | «Sin ti»                      | Alejandro Montalbán                          | 4:16     |  |
| 6.               | «Una voz en el alma»          | Gustavo Márquez · Rudy Pérez                 | 3:58     |  |
| 7.               | «Llora por él»                | Jorge Luis Piloto                            | 4:41     |  |
| 8.               | «De hoy en adelante»          | Rudy Pérez                                   | 4:15     |  |
| 9.               | «Para que no me olvide de ti» |                                              | 3:33     |  |
| 10.              | «Amar es un juego»            | Eduardo Reyes                                | 3:55     |  |
| 42:27            |                               |                                              |          |  |

- Datos: Q69264140